# República de Biac-na-Bató
La República de Biac-na-Bató (en tagalo: Repúbliká ng Biak-na-Bató), referida oficialmente en su Constitución como República de las Filipinas, fue la primera república proclamada en Filipinas por el líder independentista Emilio Aguinaldo y sus seguidores del Katipunan. Pese a sus logros, como la primera Carta Magna de la historia del país, la república apenas tuvo un mes de existencia. Biac-na-Bató quedó disuelta tras la firma de la paz entre el Katipunan y el gobernador español, Fernando Primo de Rivera, que se culminó con el exilio de Aguinaldo en Hong Kong.
Proclamada el 1 de noviembre de 1897, la República de Biac-na-Bató fue disuelta el 15 de diciembre de ese mismo año, 45 días después.

## Gobierno
La Constitución de Biac-na-Bató fue redactada por Félix Ferrer e Isabelo Artacho, inspirándose casi palabra por palabra en la Constitución cubana de Jimaguayú. En ella se proponía la creación de un Consejo Supremo, que funcionaría a modo de gobierno provisional del país. Este Consejo fue creado el 2 de noviembre de 1897, con los siguientes miembros elegidos:
| Puesto                           | Nombre                 |
| -------------------------------- | ---------------------- |
| Presidente                       | Emilio Aguinaldo       |
| Vicepresidente                   | Mariano Trías          |
| Secretario de Asuntos Exteriores | Antonio Montenegro     |
| Secretario de Guerra             | Emiliano Riego de Dios |
| Secretario de Interior           | Isabelo Artacho        |
| Secretario del Tesoro            | Baldomero Aguinaldo    |